# Олды и Голди
«Олды и Голди» (англ. Goldie's Oldies) — британский комедийный сериал.

## Сюжет сериала
Жизнь четырнадцатилетней Голди совсем скоро кардинально поменяется, ведь ей вместе с мамой и братом предстоит уехать из США. Мама Голди недавно пережила развод, и теперь ей хочется перемен в жизни. Вспомнив про дедушку Мори, который живёт в Великобритании, семья решает отправиться жить к нему. Однако в реальности всё выглядит не так волшебно, как в мечтах. Оказалось, что помимо дедушки Мори в его доме живут ещё три пенсионера, которым он сдаёт комнаты: бывший моряк, обаятельная бабушка-хиппи и настоящая шпионка. Теперь Голди и её друзьям предстоит научиться уживаться с «олдами» на одной территории. Со временем ребята поймут, что возраст не имеет значения, и оставаться ребёнком можно даже в 70 лет.

## Список эпизодов

### 1 сезон (2021)
| № | Название                        | Показ в Великобритании | Показ в России   | Произв. код |
| --- | ------------------------------- | ---------------------- | ---------------- | ----------- |
| 1 | «Руки прочь от гаджетов»        | 15 марта 2021          | 22 мая 2021      | 101         |
| Олды и дети заключают пари, кто дольше продержится без гаджетов с экранами. Невинный спор перерастает в отчаянную борьбу без правил за звание самого независимого от гаджетов чемпиона.                                                                   |                                 |                        |                  |             |
| 2 | «Битва за телефон»              | 16 марта 2021          | 23 мая 2021      | 102         |
| Голди разбивает телефон Шона, пытаясь удалить постыдное сообщение, которое случайно ему отправила. Теперь ей нужно успеть починит телефон и удалить сообщение до того, как он это заметит.                                                                |                                 |                        |                  |             |
| 3 | «Отпетые домочадцы»             | 17 марта 2021          | 29 мая 2021      | 103         |
| Мори платит большой взнос, чтобы попасть в модельное агентство для пожилых людей, но Голди уверена, что это развод. Чтобы доказать свою правоту, она пытается подловить мошенника с помощью советов Эстер, но все идет не по плану.                       |                                 |                        |                  |             |
| 4 | «Чтобы духу здесь не было!»     | 18 марта 2021          | 30 мая 2021      | 104         |
| Голди думает, что в доме поселились призраки, и вызывает охотника на призраков. Но поняв, что все это - одно большое недоразумение, Голди уговаривает домочадцев подыграть исследователю, пока он не узнал, что она зря тратила его время.                |                                 |                        |                  |             |
| 5 | «Чудесный ужин Шерри»           | 19 марта 2021          | 03 июня 2021     | 105         |
| Голди хочет выразить любовь к маме, устроив для неё особый ужин. Но водопроводная авария на маминой работе и бегающая по дому индюшка могут испортить её грандиозные планы.                                                                               |                                 |                        |                  |             |
| 6 | «Осторожно, спойлер»            | 22 марта 2021          | 10 июня 2021     | 106         |
| Голди и Лорен изо всех сил пытались избегать спойлеров о новом фильме про Феноменальных, но Дэнни уже посмотрел его и пытается испортить им удовольствие любой ценой.                                                                                     |                                 |                        |                  |             |
| 7 | «Голди и настоящий парень»      | 23 марта 2021          | 17 июня 2021     | 107         |
| Когда попытки Голди закадрить Шона терпят крах, она пытается сохранить лицо и выдумывает себе парня. Однако Дэнни воплощает воображаемого ухажера в реальность, и Голди вынуждена пойти на мучительное двойное свидание, чтобы не признаваться во вранье. |                                 |                        |                  |             |
| 8 | «Убийца пультов»                | 24 марта 2021          | 24 июня 2021     | 108         |
| Когда кто-то ломает драгоценный пульт Мори, Голди и Лорен превращаются в заправских детективов и разворачивают настоящее расследование. У всех домочадцев есть мотив, но кто же из них нанес решающий удар?                                               |                                 |                        |                  |             |
| 9 | «Болтун - находка для шпиона»   | 25 марта 2021          | 01 июля 2021     | 109         |
| Голди приходит к ужасающему открытию: Эстер - шпионка, которая строит козни против неё! Но, когда все оказывается большим недоразумением, Голди приходит в отчаяние - ведь она уже сдала Эстер властям!                                                   |                                 |                        |                  |             |
| 10 | «Мы пришли веселиться»          | 26 марта 2021          | 08 июля 2021     | 110         |
| Пользуясь отъездом Шерри, Голди и Лорен решают закатить легендарную вечеринку. Но Олды не отстают - и их вечеринка оказывается лучше! Сможет ли Голди смириться с этим?                                                                                   |                                 |                        |                  |             |
| 11 | «Прячься и крадись»             | 14 мая 2021            | 15 июля 2021     | 111         |
| Чемпион дома, Эстер, предлагает домочадцам устроить грандиозную игру в прятки, и в этот раз Голди намерена победить. В конце концов, разве Олды - такие серьёзные противники?                                                                             |                                 |                        |                  |             |
| 12 | «Большая ночевка»               | 21 мая 2021            | 22 июля 2021     | 112         |
| Лорен будет жить у Голди целую неделю! Но легендарная ночевка превращается в кошмар, когда Лорен начинает сводить всех - в том числе и Голди - с ума. |                                 |                        |                  |             |
| 13 | «На грани фола»                 | 28 мая 2021            | 29 июля 2021     | 113         |
| Голди уговаривает Дэнни посмотреть с дедушкой футбол, чтобы его приободрить. Не важно, что Дэнни в нём не разбирается, ведь Голди всегда будет на связи. Все идет хорошо… пока Мори не просит Дэнни стать тренером его команды.                           |                                 |                        |                  |             |
| 14 | «Действуй по плану»             | 23 августа 2021        | 05 августа 2021  | 114         |
| Лорен с ужасом узнает, что все считают её всего лишь помощницей Голди. Голди решает её приободрить и предлагает на целый день стать ответственной за планы - но выдержит ли их дружба целые сутки безумных планов Лорен?                                  |                                 |                        |                  |             |
| 15 | «Мастера скрытности»            | 24 августа 2021        | 12 августа 2021  | 115         |
| Шерри не отпускает Голди на бал с Шоном, и ей приходится пойти на крайние меры - а именно, тайком улизнуть из дома. Но не так-то просто сбежать на праздник, когда все домочадцы зачем-то рыщут в темноте.                                                |                                 |                        |                  |             |
| 16 | «Романтическая комедия ошибок»  | 25 августа 2021        | 19 августа 2021  | 116         |
| Голди решает, что Шерри влюбилась в своего коллегу, и подговаривает Мори свести их вместе. Тем временем Лорен с ужасом подозревает, что влюбляется в Дэнни.                                                                                               |                                 |                        |                  |             |
| 17 | «Холодильник раздора»           | 26 августа 2021        | 26 августа 2021  | 117         |
| Голди планирует устроить Мори выходной от домашних обязанностей и назначает каждому свою зону для уборки. Но, когда Терренс объявляет независимость кухни, разгорается настоящая война.                                                                   |                                 |                        |                  |             |
| 18 | «Злоключения нянек»             | 28 августа 2021        | 11 сентября 2021 | 118         |
| Голди и Лорен решают поработать няньками, но их первые подопечные начинают шантажировать их, угрожая плохим отзывом в интернете. Тем временем Дэнни и Эстер плечом к плечу воюют с виртуальными пришельцами.                                              |                                 |                        |                  |             |
| 19 | «Возрождение таксиста»          | 30 августа 2021        | 11 сентября 2021 | 119         |
| Мори обещает отвезти Голди и Лорен на концерт. Но есть одна проблема: он стал бояться водить и даже близко не подходит к машине! Успеют ли девочки излечить дедушку от автофобии до начала концерта?                                                      |                                 |                        |                  |             |
| 20 | «Странная американка в Лондоне» | 31 августа 2021        | 12 сентября 2021 | 120         |
| Лорен находит документальный фильм, который она сняла во время переезда Голди. Оказалось, что жизнь с эксцентричными старичками началась не так уж и гладко - даже с изобретательными планами Голди по достижению всеобщей гармонии.                      |                                 |                        |                  |             |

## Производство
Впервые сериал был упомянут 15 октября 2019. Работа над первым сезоном началась в ноябре 2020 года. 15 марта 2021 состоялась премьера сериала в Великобритании на канале Nickelodeon UK & Ireland
В России премьера состоялась 22 мая 2021 на Nickelodeon.